# Sabrina Bado
Sabrina Bado (Brusque, 18 de fevereiro de 1971) é uma voleibolista indoor brasileira aposentada.
Atuando como oposta, destacou-se atuando nas categorias de base da seleção brasileira, conquistando a medalha de ouro no Campeonato Sul-Americano Infanto-juvenil de 1988, realizado na Argentina. Ainda neste mesmo ano, obteve a medalha de prata no Campeonato Sul-Americano Juvenil, realizado na Venezuela. Posteriormente, sagrou-se campeã da edição de 1990 dessa mesma competição, na Argentina. Além disso, conquistou o título do Campeonato Mundial Juvenil de 1989, no Peru, e a medalha de prata na edição de 1991, realizada na República Tcheca.
Em clubes, foi campeã do extinto Torneio Internacional Salonpas Cup, em 2003.

## Carreira
Filha do ex-jogador de vôlei Badão iniciou a praticar o voleibol com 16 anos e teve passagens pelo Pão de Açúcar/Colgate e Colgate/São Caetano.Kika atuou pelas categorias de base da Seleção Brasileira, sendo convocada na categoria infanto-juvenil em 1988 para disputar o Campeonato Sul-Americano realizado em Resistencia-Argentina e obtendo o ouro na ocasião. Nesse mesmo ano também foi convocada para categoria juvenil conquistando a prata no Campeonato Sul-Americano de Caracas-Venezuela.
Em 1989 sagrou-se campeã do Campeonato Brasileiro de Seleções, representando a Seleção Catarinense e neste mesmo ano voltou a servir a Seleção Brasileira, categoria juvenil,  quando conquistou o título do Campeonato Mundial Juvenil realizado em Lima-Peru.Em 1990 voltou a Seleção Brasileira, categoria juvenil, quando disputou e conquistou o título do Campeonato Sul-Americano sediado em San Miguel de Tucumán-Argentina.Kika contribuiu para Seleção Brasileira na conquista da medalha de prata em 1991 no Campeonato Mundial Juvenil  realizado em Brno-República Tcheca.Conquistou o título da Copa Brasil de Clubes  em 1991 pelo Colgate/São Caetano  .
Na jornada esportiva 1993-1994 defendeu o BCN/Guarujá , sendo vice-campeã da correspondente Liga Nacional, antecessora da Superliga Brasileira A.Permaneceu na temporada 1994-95, conquistando o título do Campeonato Paulista de 1994  , neste mesmo ano obteve o bicampeonato da Copa Brasil de Clubes, além do título da Copa Sul de Clubes e nãodisputou a primeira edição da Superliga Brasileira A por causa da gravidez.
Nas competições  do período esportivo 1995-96  renovou com o BCN/São Paulo e foi vice-campeã da Superliga Brasileira A. Em sua última temporada pelo BCN/Osasco foi campeã paulista em 1996 e obteve o bronze na Superliga Brasileira A 1996-97.
Transferiu-se na jornada esportiva  1997-98 para o Rexona/Ades  conquistando o título da Superliga Brasileira A referente ao período.Na temporada seguinte foi contratada pelo Blue Life/Pinheiros  encerrando na sétima posição da Superliga Brasileira A 1998-99.
Pelo  Blue Life/Pinheiros disputou o Campeonato Paulista de 1999 e conquistou mais um título  nesta edição e a campanha na Superliga Brasileira A 1999-00 foi  também positiva alcançando a quarta posição, e por este permaneceu na jornada 2000-01 alcançando o ouro na Copa São Paulo"/> e  o vice-campeonato paulista em 2000 e novamente o sétimo lugar na correspondente Superliga Brasileira A e eleita a Melhor Defesa da competição quando era a capitã da equipe.
Kika permaneceu atuando no Blue Life/Pinheiros nas disputas de 2001-02 terminando mais uma vez na sétima colocação na referente Superliga Brasileira A e renovou para o período esportivo 2002-03 , quando disputou o Campeonato Paulista de 2002 pelo Pinheiros jogando como líbero e encerrou por este clube na sétima posição, ou seja,  em penúltimo lugar da Superliga correspondente.
No ano de 2003 conquistou pelo Blue Life/Pinheiros o ouro no extinto Torneio Internacional Salonpas Cup sediado em três cidades brasileira: João Pessoa, Natal e Recife disputou o Campeonato Paulista de 2003, atuando  tanto como Ponteira e como Líbero e disputou por este clube a Superliga Brasileira A 2003-04 e foi semifinalista pela primeira vez na Superliga, voltando a disputar as semifinais por este clube e encerrando na quarta posição.
Renovou  mais uma vez com o Pinheiros /Blue Life, sagrando-se  vice-campeã paulista em 2004 e encerrou na quinta posição da Superliga Brasileira A 2004-05.Pelo Pinheiros /Blue Life disputou as competições do período 2005-06 novamente sendo vice-campeã paulista de 2005 e encerrou novamente na quinta posição da Superliga Brasileira A e em sua última temporada consecutiva do  Pinheiros/Blue Life disputou a Superliga Brasileira A 2006-07, edição na qual  encerrou na sexta posição.
Jogou pelo Brasil Telecom/Brusque na temporada 2007-08, defendendo-o na edição da Liga Nacional  de 2007, quando atuando como Oposta conquistou o título e a qualificação para Superliba Brasileira A 2007-08,  além do título do estadual catarinense de 2007 e a quarta posição da Superliga Brasileira A 2007-08.

## Títulos e resultados
- Superliga Brasileira A:1ºlugar(1997-98[5]), 2º lugar(1995-96[5]), 3ºlugar(1996-97[5]), 4ºlugar(1999-00[5],2003-04[5],2007-08[5]), 5ºlugar(2004-05[5] e 2005-06[5]), 6ºlugar(2006-07[5])e 7º lugar (1998-99[5],2000-01[5],2001-02[5] e 2002-03[5])
- Liga Nacional: 1º lugar (2007) [15]
- Liga Nacional: 2º lugar (1993-94)
- Copa Brasil de Clubes:1º lugar (1991 e 1994)[1]
- Copa Sul 1º lugar (1994)[1]
- Campeonato Catarinense 1º lugar (2007)[16]
- Campeonato Paulista:1º lugar (1994, 1996 e 1999), 2º lugar (2000, 2004 e 2005)
- Copa São Paulo: 1º lugar (2000)[7]

## Premiações individuais
- Melhor Defesa da Superliga Brasileira A de 2000-01[8]